# Zahnradbahn Tagebau Gruhlwerk
Die Zahnradbahn Tagebau Gruhlwerk war eine mit 3.000 Volt Drehstrom der Frequenz 50 Hertz betriebene Zahnradbahn in Kierberg bei Köln. Sie verband die Braunkohle-Tagebaue mit der Brikettfabrik des Gruhlwerkes.
Die 1927 in Betrieb gegangene doppelspurige Bahn der Spurweite 900 mm war 700 Meter lang und eine der wenigen Bahnen, welche eine dreipolige Oberleitung verwendeten.
1949 wurde der Betrieb eingestellt. Vorhanden waren hier drei Lokomotiven.